# Список улиц Северодвинска

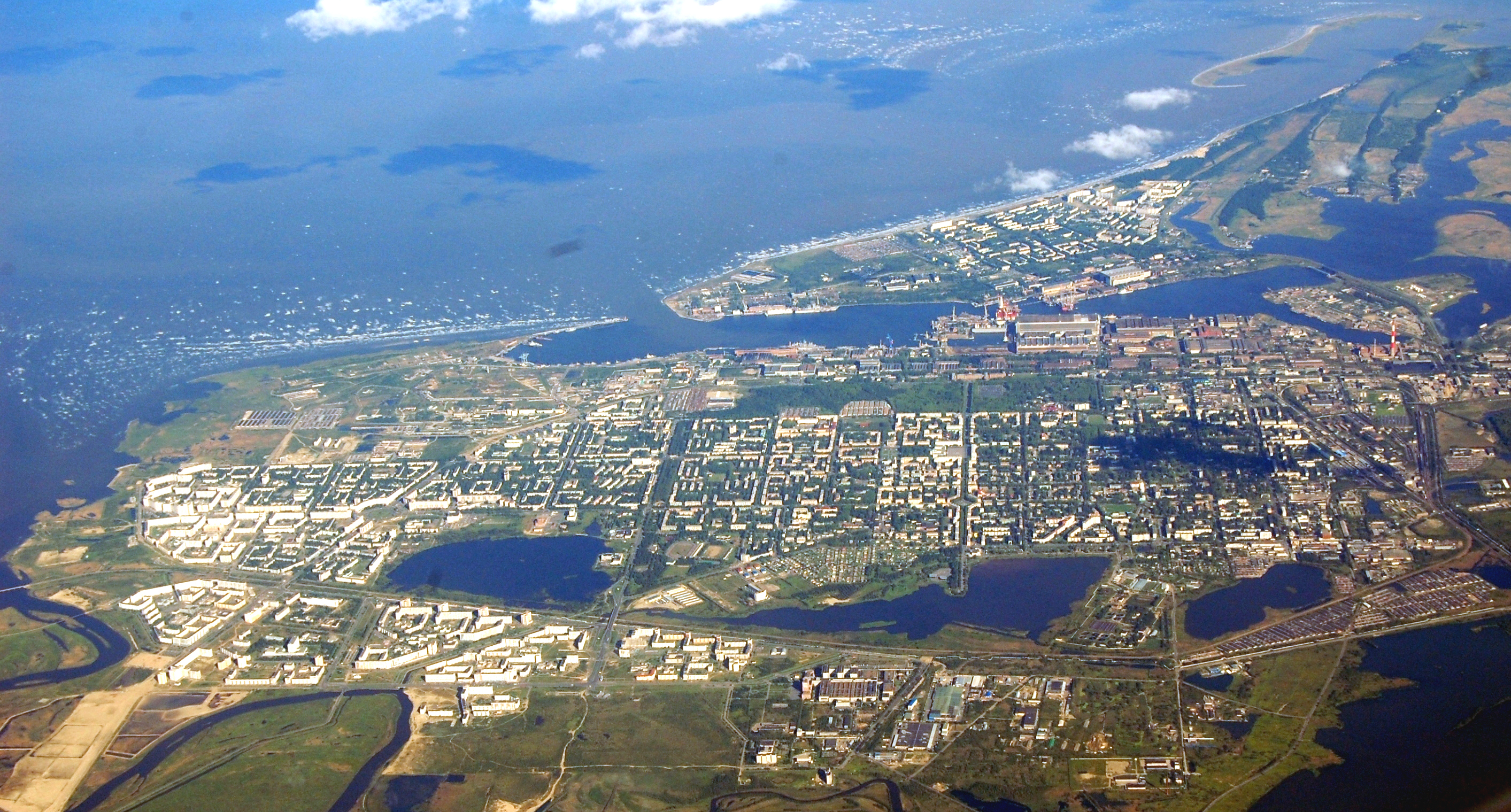
Вид на город Северодвинск с высоты
(см. примечания на Викискладе)

В настоящем списке приведены бульвары, переулки, проезды, проспекты и улицы города Северодвинска Архангельской области Российской Федерации.

## Бульвары
| Название   | Краткие сведения | Фотогалерея |
| Приморский | Расположен на острове Ягры. Бульвар берёт начало от воинской части и тянется вдоль берега Белого моря заканчиваясь у самого соснового бора. Жилые дома идут только по чётной стороне бульвара, а с нечётной стороны расположена Набережная имени Зрячева и ягринский пляж. К бульвару поочерёдно примыкают (не пересекая его) улицы Макаренко, Северная и проспект Бутомы. Остановок общественного транспорта нет, ближайшие находятся на идущей параллельно бульвару улице Дзержинского. Общая протяжённость бульвара около километра. | Все фото    |
| Строителей | Не следует путать с одноимённой улицей. Расположен в новой части города. Продолжает улицу Карла Маркса и делая плавный поворот идёт в сторону улицы Советских космонавтов. Единственная улица, которая к нему примыкает — улица Ломоносова; в этом месте есть ответвление грунтовой дороги на Параниху. Преимущественно состоит из девятиэтажных домов так называемой «северодвинской серии», которые располагаются по нечётной стороне бульвара Строителей. На чётной стороне зданий нет, там расположена своеобразная зона отдыха и набережная, где нередко проводятся массовые мероприятия. Дорога вдоль бульвара из бетонных плит, а после пересечения с Ломоносова переходит в грунтовку по которой могут проехать только автомобили с высоким клиренсом. Вдоль бульвара оборудовано несколько остановок общественного транспорта. | Все фото    |

## Переулки
| Название    | Краткие сведения | Фотогалерея |
| 1-й Южный   | Переулок берёт начало от улицы Южной и заканчивается практически упираясь в озеро Рефулерное. Единственная улица, которую она пересекает — улица Некрасова. Преимущественно состоит из одноэтажных деревянных зданий построенных во второй половине XX века. Часть этих домов не имеют водопровода и не подключены к системе центрального отопления; воду жители берут из водоразборных колонок. Остановок общественного транспорта нет; ближайшая находится на улице Южной. Общая протяжённость переулка менее километра. | Все фото    |
| 2-й Южный   | Переулок берёт начало от улицы Южной и заканчивается практически упираясь в озеро Рефулерное. Единственная улица, которую она пересекает — улица Некрасова. Преимущественно состоит из одноэтажных деревянных зданий, построенных во второй половине XX века. Часть этих домов не имеют водопровода и не подключены к системе центрального отопления; воду жители берут из водоразборных колонок. Остановок общественного транспорта нет; ближайшая находится на улице Южной. Общая протяжённость переулка менее километра. | Все фото    |
| 3-й Южный   | Переулок берёт начало от улицы Южной и заканчивается упираясь в улицу Некрасова; это самый короткий из Южных переулков расположенных в одну линию. Преимущественно состоит из одноэтажных деревянных зданий построенных во второй половине XX века. Часть этих домов не имеет водопровода и не подключены к системе центрального отопления; воду жители берут из водоразборных колонок. Остановок общественного транспорта нет; ближайшая находится на улице Южной. Общая протяжённость переулка менее полукилометра. | Все фото    |
| 4-й Южный   | Переулок берёт начало от улицы Южной и делая поворот налево под тупым углом заканчивается упираясь в третий Южный переулок. Преимущественно состоит из одноэтажных деревянных зданий построенных во второй половине XX века. Некоторые из этих домов не имеют водопровода и не подключены к системе центрального отопления; воду жители берут из водоразборных колонок. Остановок общественного транспорта нет; ближайшая находится на улице Южной. Общая протяжённость переулка менее километра. | Все фото    |
| 5-й Южный   | Переулок берёт начало от улицы Южной и заканчивается практически упираясь в озеро Рефулерное. Единственная улица, которую она пересекает — улица Некрасова. Преимущественно состоит из одноэтажных деревянных зданий построенных во второй половине XX века. Часть этих строений не имеют водопровода и не подключены к системе центрального отопления; воду жители берут из водоразборных колонок. Остановок общественного транспорта нет; ближайшая находится на улице Южной. Общая протяжённость переулка менее километра. | Все фото    |
| 6-й Южный   | Переулок берёт начало от улицы Южной и заканчивается практически упираясь в озеро Рефулерное. Единственная улица, которую она пересекает — улица Некрасова. Преимущественно состоит из одноэтажных деревянных зданий построенных во второй половине XX века. Некоторые из этих домов не имеют водопровода и не подключены к системе центрального отопления; воду жители берут из водоразборных колонок. Остановок общественного транспорта нет; ближайшая находится на улице Южной. Общая протяжённость переулка менее километра. | Все фото    |
| Банный      | Переулок расположен на острове Ягры. Берёт начало от улицы Мира и заканчивается упираясь в улицу Дзержинского. Не пересекает ни одной улицы. По одной стороне идет забор огораживающий территории Дома престарелых и Ягринской взрослой поликлиники, на второй стороне расположены баня и взрослая поликлиника. Остановок общественного транспорта не предусмотрено; ближайшие на улице Дзержинского и улице Мира. Общая протяжённость переулка менее километра. | Все фото    |
| Восточный   | Расположен в центральной части города Северодвинска. Берёт начало от улицы Южной (между домами № 134А и 136) и заканчивается примыкая к улице Тургенева(между домами № 3 и 7); помимо названных, единственная улица с которой он соприкасается — улица Гайдара. В переулке есть только два жилых дома представляющих собой трёхэтажные шлакоблочные строения. По другой стороне переулка, за забором, расположены объекты промышленной инфраструктуры. Протяженность переулка небольшая, 200—300 метров. Остановок общественного транспорта нет; ближайшие находятся на улицах Южной и Ломоносова. | Все фото    |
| Приозёрный  | Переулок берёт своё начало от улицы Профсоюзной и, идя параллельно улице Южной, заканчивается в районе государственного образовательного учреждения среднего профессионального образования «Северодвинский медицинский колледж» (проспект Беломорский, дом 76). Приозёрный проходит вдоль труб ТЭЦ, между заброшенным котлованом, где планировалось построить швейную фабрику и домами 42А и 42 (бывший медвытрезвитель, ныне Отделение лицензионно-разрешительной работы и Отделение по исполнению административного законодательства МВД России), причем последние «ориентиры» скорее запутывают ситуацию, ибо находятся на значительном удалении от улицы Полярной и даже отсечены от неё улицей Профсоюзной. На переулке нет ни одного здания и найти его можно только по карте. После того, как строительство фабрики было заброшено, вся территория переулка заросла деревьями и кустарником и пройти вдоль него можно только по узенькой тропинке. Ближайшая автобусная остановка находится на улице Южной. | Все фото    |
| Русановский | Назван в честь русского арктического исследователя Владимира Александровича Русанова. Берёт начало от Проспекта Ленина и заканчивается упираясь в улицу Седова. Не пересекает ни одной улицы. Преимущественно состоит из трёхэтажных шлакоблочных зданий построенных в середине XX века. Движение автомобилей разрешено только в одном направлении от начала к концу переулка. Остановок общественного транспорта нет; ближайшая находится на проспекте Ленина. Общая протяжённость переулка менее километра. | Все фото    |
| Трудовой    | Переулок носит одно из самых распространённых названий советского времени. Расположен в центральной части города Северодвинска. Берёт своё начало от улицы Тургенева и, двигаясь параллельно проспекту Труда, заканчивается примыкая к улице Южной близ дома № 144. Состоит преимущественно из двухэтажных деревянных домов идущих по нечётной стороне, лишь один последний дом под № 9 представляет собой пятиэтажное здание так называемой брежневской серии. С чётной стороны находится территория стадиона «Север». Остановок общественного транспорта не предусмотрено; ближайшие находятся на улицах Южной и Ломоносова. Общая протяжённость переулка менее километра. | Все фото    |
| Школьный    | Переулок расположен на территории Двинского посёлка. Пролегает от улицы Западной до улицы Двинской, к последней примыкает между домами № 16 и 18. Жилых зданий нет; переулок состоит исключительно из объектов промышленной инфраструктуры (склады, гаражи, хранилища, приют для животных «Четыре лапы» и т. д.). Часть построек находятся в полузаброшенном состоянии и некоторые из них почти ровесники Северодвинска (в частности бывшее здание НКВД). Состояние дороги оставляет желать лучшего. Общественный транспорт не ходит, ближайшая автобусная остановка находится на Ягринском шоссе. Общая протяженность переулка менее километра. | Все фото    |
| Энергетиков | Назван так потому, что близ него находится большая трансформаторная подстанция и главный офис компании «Северодвинские РЭС» (дом № 2). Переулок находится в новой части города недалеко от Театрального озера. Здесь расположены два дома так называемой «запорожской серии». Начинаясь со стороны ТК «М-15», заканчивается у служебной автостоянки близ Центрального универмага («ЦУМ»). Проходит между школой № 6 и электрической подстанцией. Остановок общественного транспорта нет; ближайшая автобусная остановка находится на проспекте Морском. Общая протяжённость переулка Энергетиков менее километра. | Все фото    |

## Проезды
| Название         | Краткие сведения | Фотогалерея |
| Грузовой         | Проезд берёт начало возле пересечения улиц Южной и Железнодорожной; в районе Северодвинского молочного завода он делает под тупым углом поворот налево и идёт до железной дороги «Северодвинск-Исакогорка», и, под прямым углом, пересекает её и Узловой проезд идёт дальше; при этом проезд автомобилям через железнодорожные пути в этом месте закрыт. Нумерация домов идёт в обратную сторону от Южной. Жилых зданий нет, все строения относятся к инфраструктурным постройкам. Здесь располагаются, в частности, северодвинский мясокомбинат и молокозавод построенные ещё в советское время; пункт приёма и сортировки металлов, несколько автосервисов, склады и т. д. Остановок общественного транспорта не предусмотрено, ближайшая находится у гипермаркета «Южный» на одноимённой улице.                                                                                             | Все фото    |
| Диагональный     | Проезд расположен в юго-восточной части города между железной дорогой «Северодвинск-Исакогорка», рекой Кудьмой, Кородским шоссе и улицей Заводской. Название проезда вероятно обусловлено его направлением относительно близлежащих улиц. Жилых зданий нет; проезд состоит исключительно из объектов промышленной инфраструктуры (склады, гаражи, хранилища, стоянки, небольшие частные предприятия различного профиля и т. д.). Часть построек находятся в полузаброшенном состоянии и некоторые из них почти ровесники Северодвинска. На тех участках, где нет никаких построек проходит преимущественно вдоль непроходимых болот и водных преград; само состояние дороги оставляет желать много лучшего. Общественный транспорт не ходит, ближайшая автобусная остановка находится на улице Южной. Общая протяженность проезда менее километра.                                             | Все фото    |
| Заозёрный        | Проезд Заозёрный расположен в новых кварталах города; проехать к нему можно либо по улице Заводской со стороны улицы Героев Североморцев, либо с улицы Окружной (эта дорога идет вдоль нескольких небольших озёр, что, возможно, и дало ему название). Жилых зданий нет, только объекты социальной и промышленной инфраструктуры, среди которых, в частности «Комбинат школьного питания» (КШП; дом 6), картодром (дом № 9) и торговый центр «Омега». От последнего ходит специальный автобус, также остановка общественного транспорта есть на улице Заводской. | Все фото    |
| Запрудный        | Проезд расположен в юго-восточной части города между железной дорогой «Северодвинск-Исакогорка», рекой Кудьмой, Кородским шоссе и улицей Заводской. От улицы Окружной его отделяет довольно значительный водоём, что, по всей видимости, и предопределило название проезда. Жилых зданий нет; проезд состоит исключительно из объектов промышленной инфраструктуры (склады, гаражи, хранилища, стоянки, небольшие частные предприятия различного профиля и т. д.). Часть построек находятся в полузаброшенном состоянии и некоторые из них почти ровесники Северодвинска. На тех участках, где нет никаких построек проходит преимущественно вдоль непроходимых болот и водных преград; само состояние дороги оставляет желать много лучшего. Общественный транспорт не ходит, ближайшая автобусная остановка находится на улице Южной. Общая протяженность проезда менее километра.           | Все фото    |
| Машиностроителей | Проезд расположен на острове Ягры в одноимённом микрорайоне. Берёт своё начало от улицы Корабельной и делая поворот возле РСУ тянется вдоль судоремонтного предприятия «Звёздочка», выезды и въезды с большинства КПП которого осуществляются через него; заканчивается Проезд примыкая к улице Логинова. В конце проезда расположен единственный на нём жилой дом, который изначально строился для пожарных работавших в находящейся в нескольких секундах ходьбы от него пожарной части. Ближайшие остановки общественного транспорта оборудованы близ мест примыкания проезда Машиностроителей к улицам Логинова и Нахимова. | Все фото    |
| Песчаный         | Проезд расположен в новой части города. Берёт начало от улицы Карла Маркса (напротив дома № 53) и двигается вглубь промышленной зоны. Жилых зданий нет, состоит исключительно из объектов индустриальной (склады, гаражи, автомойки, офисы) и социальной (кафе, сауны) инфраструктуры. Только через него можно проехать к бизнес-центру «К/М46», на НПО «Завод химических реагентов» и в дилерский автоцентр «Mitsubishi». Дорога грунтовая в плачевном состоянии, хотя к перечисленным объектам находящимся близ перекрёстка есть асфальтовая отворотка. Остановок общественного транспорта нет, ближайшая находится на улице Карла Маркса. Общая протяжённость проезда Песчаного менее километра. | Все фото    |
| Промышленный     | Промышленный проезд расположен в старой части города. Берёт начало от Грузового проезда и идёт почти параллельно улице Железнодорожной. Как следует из его названия, здесь расположены объекты промышленной инфраструктуры Северодвинска, в частности, ОАО «Северный бекон», химчистка «Белоснежка» и СТО «БНК- Сервис». Остановок общественного транспорта нет, ближайшие находятся на улице Южной. | Все фото    |
| Складской        | Своё название улица получила потому, что идя вдоль Северной железной дороги (почти параллельно улице Железнодорожной), первоначально состояла преимущественно из складских построек, куда выгружались товары из вагонов прибывших в Северодвинск. Со временем здесь были построены и другие объекты промышленной инфраструктуры города. Автомобильная дорога вдоль проезда грунтовая, с глубокими ямами, не приспособленная для автомобилей с маленьким клиренсом. Остановок общественного транспорта не оборудовано, ближайшие автобусные остановки находятся на улице Железнодорожной. Общая протяжённость проезда около километра. | Все фото    |
| Створный         | Проезд расположен в юго-восточной части города между железной дорогой «Северодвинск-Исакогорка», рекой Кудьмой, Кородским шоссе и улицей Заводской. В конце проезда находится воинская часть называемая в просторечье «Новоземельская база», на территории которой стоит большой створный знак, что, по всей видимости, и предопределило название улицы. Жилых зданий нет; проезд состоит исключительно из объектов промышленной инфраструктуры (склады, гаражи, хранилища, стоянки, небольшие частные предприятия различного профиля и т. д.). Часть построек находятся в полузаброшенном состоянии и некоторые из них почти ровесники Северодвинска. На тех участках, где нет никаких построек проходит преимущественно вдоль заболоченной местности. Общественный транспорт не ходит, ближайшая автобусная остановка находится на улице Южной. Общая протяженность проезда менее километра. | Все фото    |
| Тепличный        | Проезд берёт своё начало от Архангельского шоссе неподалёку от центральной вахты НПО «Арктика». Своё название он получил потому, что здесь функционировали теплицы снабжающие город свежими овощами (ныне большинство из них заброшено). Жилых зданий на Тепличном проезде нет, все сооружения представляют собой объекты промышленной инфраструктуры Северодвинска, среди которых, в частности, железнодорожное депо МУП «Локомотив», автосалон «Авторитет», дилерский центр «Шкода» (закрыт после того, как «санкции нас не затронули»), мясоперерабатывающее предприятие «Апрель», «Спецавтохозяйство», «Вторчермет», «Севдормаш» и др. Остановок общественного транспорта не предусмотрено, ближайшая автобусная остановка находится на Архангельском шоссе. Общая протяжённость проезда около километра.                                                                                  | Все фото    |
| Узловой          | Один из самых протяжённых проездов города. Представляет собой весьма своеобразную кривую, нежели линию, более привычную для большинства улиц. Начинаясь в районе АЗС «Северная империя» на въезде в город, Узловой проезд огибает старое кладбище, затем идёт вдоль железной дороги «Северодвинск-Исакогорка» до улицы Окружной, где делает поворот и некоторое время идёт почти параллельно последней и, наконец, заканчивается примыкая к ней. Остановок общественного транспорта не предусмотрено, ближайшие автобусная остановка находятся на улице Южной. | Все фото    |
| Чаячий           | Назван так потому, что расположен на полуострове Чаячьем (ранее остров). Переулок берёт начало от Ягринского шоссе и, пересекая железную дорогу идущую вдоль последнего, идёт в сторону Северного машиностроительного предприятия. Жилых домов нет, все здания используются в промышленных целях. Остановок общественного транспорта не предусмотрено, ближайшая автобусная остановка находится на Архангельском шоссе. Общая протяжённость переулка около километра. | Все фото    |

## Проспекты
| Название    | Краткие сведения | Фотогалерея |
| Беломорский | Проспект получил современное название 27 декабря 1937 года на заседании Архгорсовета, а до того именовался 2-я улица. Расположен в старой части города. Берёт начало от Беломорской вахты Северного машиностроительного предприятия и идя параллельно улицам улице Железнодорожной и улице Юдина, пересекает в этом направлении весь город и заканчивается за улицей Южной от которой идёт уже грунтовая дорога находящаяся много лет в аварийном состоянии; только по ней можно попасть в находящиеся в конце проспекта Ветеринарную клинику, Туберкулёзный диспансер и медицинское училище. Общая протяжённость Беломорского проспекта около трёх километров. | Все фото    |
| Бутомы      | Проспект находится на острове Ягры в одноимённом микрорайоне г. Северодвинска; был назван так по решению Северодвинского горисполкома от 11 января 1978 года в честь министра судостроительной промышленности СССР Бориса Евстафьевича Бутома, который сыграл заметную роль в становлении Центра атомного судостроения. Проспект Бутомы расположен на острове Ягры; берёт своё начало от улицы Октябрьской и идёт в сторону Приморского бульвара и набережной имени Зрячева. К нему примыкают улица Мира и улица Дзержинского. Есть остановки общественного транспорта. Общая протяжённость проспекта Бутомы около километра. | Все фото    |
| Ленина      | Проспект носит имя российского революционера В. И. Ленина (Ульянова) с 1957 года; ранее назывался просто 6-я улица, затем, до 1940 года — улица Торфяная, а с 1940 года — Арктическая. Расположен в центральной части города и является одной из наиболее оживлённых магистралей Северодвинска. Берёт своё начало у заводоуправления Северного машиностроительного предприятия и пересекая улицы Первомайскую, Советскую, Лесную и Ломоносова заканчивается уперевшись в небольшое озеро за пересечением с улицей Южной, где находится «Дворец Молодёжи» (иначе «Дом Строителя» или просто «Стройка») — последнее здание проспекта. Проспект Ленина проходит через три площади: Егорова, Победы (бывшая Ленина) и Ломоносова. На проспекте расположено множество объектов социальной инфраструктуры. Является местом проведения большинства городских мероприятий: парады, праздничные шествия, демонстрации и т. д. На жаргоне таксистов именуется «проспектом Лысого» или просто «лысиной». | Все фото    |
| Морской     | Проспект берёт начало в районе круговой автомобильной развязки с улицей Карла Маркса и пересекая улицы Ломоносова и Юбилейную заканчивается около ТЦ «СИТИ» в месте, где строится автомобильная дорога к городу Онега. Возле пересечения с улицей Юбилейной оборудован регулируемый железнодорожный переезд, который несколько раз на дню закрывается на довольно продолжительный промежуток времени, что создает большие автомобильные пробки. В конце проспекта расположен так называемый «больничный городок», где находятся больница № 2, поликлиника № 3, морг, СЭС, роддом и другие учреждения. Множество объектов социальной инфраструктуры и остановок общественного транспорта. | Все фото    |
| Победы      | Проспект расположен в новых кварталах города Северодвинска. Берёт своё начало от улицы Юбилейной в районе завода «Полярная звезда» и, пересекая проспект Труда, заканчивается в районе Морского проспекта. Состоит преимущественно из 5-ти и 9-ти этажных домов так называемой северодвинской «серии». На проспекте Победы расположено множество объектов социальной инфраструктуры и оборудованы остановки общественного транспорта. С проспекта есть выезд на Кудемское шоссе, которое ведёт к нескольким СОТ и СНТ. | Все фото    |
| Труда       | Проспект был назван так 6 ноября 1963 года решением горисполкома Северодвинска; одна из самых протяжённых и оживлённых улиц города. Пересекает практически через весть город. Начинается от улицы Первомайской и параллельно улицам Капитана Воронина и Серго Орджоникидзе идёт в сторону новых кварталов заканчиваясь на пересечении с проспектом Победы. Пересекает улицы Карла-Маркса и Ломоносова; эти перекрёстки находятся в лидерах по числу дорожно-транспортных происшествий. Множество остановок общественного транспорта и объектов социальной инфраструктуры. | Все фото    |

## Улицы
| Название                    | Краткие сведения | Фотогалерея |
| Улица Адмирала Нахимова     | Названа в честь русского флотоводца Павла Степановича Нахимова. Расположена на острове Ягры в одноимённом микрорайоне. Берёт начало от центральной вахты судоремонтного предприятия «Звёздочка» и заканчивается упираясь в Площадь Просянкина (бывшая площадь Мира). Состоит преимущественно из домов сталинской и хрущёвской серии. Возле вахты и на площади есть автобусные остановки городского сообщения; также от площади Просянкина отправляются автобусы в Архангельск. Единственная улица, которую она пересекает — Корабельная. Общая протяжённость улицы менее километра. | Все фото    |
| Арктическая улица           | С 1940 по 1957 год Арктической улицей назывался современный проспект Ленина; с появлением новых районов, это название вновь появилось на карте города. Улица берёт начало за улицей Карла Маркса, где на пустыре стоят особняком три дома (2 а, б и в) и пролегая параллельно Морскому проспекту и улице Трухинова, заканчивается на пересечении с улицей Ломоносова. Состоит преимущественно из пятиэтажных домов так называемой «брежневской серии»; в некоторых из них, согласно проекту, на первых этажах оборудованы магазины, кафе и другие объекты социальной инфраструктуры города. Не пересекает ни одной улицы. Остановок общественного транспорта не предусмотрено, ближайшие находятся на улицах Ломоносова и Карла Маркса. Общая протяжённость улицы около километра. | Все фото    |
| Улица Бойчука               | Названа так 18 ноября 1971 года в честь Заслуженного строителя РСФСР, руководителя строительства Северодвинска Василия Андреевича Бойчука. Ранее носила название Краснофлотская (позднее улица Краснофлотская вновь появилась в городе, но уже на острове Ягры). Расположена в центральной части города. Берёт своё начало от улицы Торцева и тянется параллельно улице Георгия Седова и Проспекту Ленина до улицы Лесной, примыкая к которой она заканчивается. Между улицами Советской и Плюснина оборудована пешеходная зона, где находится памятник «Ратному Подвигу северодвинцев», вечный огонь и Сквер Ветеранов; ближайший объезд по улице Седова. Около пересечения с улицей Индустриальной находится «ЦКиОМ» — один из главных культурных центров города, а также Часовня Александра Невского (дом № 2А). | Все фото    |
| Улица Гагарина              | 28 апреля 1961 года, менее чем через три недели после первого полёта человека в космическое пространство, на волне царившей тогда эйфории, по решению местного горисполкома Морская улица была переименована в улицу Гагарина в честь советского лётчика-космонавта Юрия Алексеевича Гагарина. 14 апреля 1971 года в школе № 11 был открыт первый в городе музей космонавтики. Улица расположена в центральной части города; берёт начало от Первомайской улицы и, идя параллельно улице Капитана Воронина, будучи практически равна ей по длине, заканчивается примыкая к улице Ломоносова в районе горбольницы № 1. Более всего улица знаменита своим рестораном «Белые Ночи», который в советское время долго и прочно занимал место лучшего в городе и славился не только и не столько своей кухней, сколько своими музыкантами. | Все фото    |
| Улица Гайдара               | Улица была названа в честь советского детского писателя Аркадия Гайдара. Расположена в центральной части города Северодвинска; берёт своё начало от Восточного переулка и заканчивается примыкая к Трудовому переулку. Единственная улица, которую она пересекает — Чехова. Улица Гайдара состоит преимущественно из трёхэтажных шлакоблочных и двухэтажных деревянных домов построенных ещё при советской власти в середине XX века. Остановок общественного транспорта нет; ближайшие находятся на улицах Южной и Ломоносова. Общая протяженность улицы составляет менее километра. | Все фото    |
| Улица Георгия Седова        | Улица была названа в честь русского гидрографа и полярного исследователя Георгия Яковлевича Седова, который погиб при попытке достигнуть Северный полюс; несмотря на то, что он был старшим лейтенантом Русской императорской армии, в советское время деятельности Седова уделялось особое внимание, поскольку он являлся выходцем из беднейших слоёв народа. Первый дом по улице Георгия Седова появился на карте города 31 марта 1956 года. Берёт своё начало от улицы Торцева и, идя между улицей Гагарина и проспектом Ленина, параллельно им, заканчивается в посёлке Южном вскоре за пересечением с улицей Некрасова. Между улицами Плюснина и Лесной улица прерывается и продолжить движение по ней можно только в объезд (ближайший идет по улице Бойчука).. | Все фото    |
| Улица Героев Североморцев   | Улица была названа так 28 сентября 1984 года в память о подвиге моряков Северного флота в годы Великой Отечественной войны 1941—1945 гг. Расположена в новых кварталах Северодвинска на довольно большом отдалении от остальных жилых массивов города. Проехать к ней можно по Заводской и Звёздной улицам, на которых нет жилых домов. Большая часть населения улицы проживает в девятиэтажных домах № 10 и доме № 7, который стал одной из последних строек по программе МЖК. Распад Советского Союза и полное отсутствие финансирования стали в то время причиной социальных протестов и лишь личное вмешательство тогдашнего премьера России В. С. Черномырдина помогло завершить долгострой. Остановок общественного транспорта нет, ближайшая находится на Заводской улице. | Все фото    |
| Улица Гоголя                | Улица находится на острове Ягры в одноимённом микрорайоне Северодвинска. Берёт своё начало от Корабельной улицы и, идя параллельно улице Адмирала Нахимова, заканчивается упираясь в улицу Мира. На улице Гоголя всего три здания (не считая дома Корабельная 9/1): два жилых дома так называемой «хрущёвской» серии и школа № 34 с музыкальным уклоном. Не пересекает ни одной улицы. Остановок общественного транспорта нет, ближайшие находятся на улице Мира. Общая протяженность улицы составляет менее километра. | Все фото    |
| Дальняя улица               | Улица находится на острове Ягры в одноимённом микрорайоне города. Название улицы соответствует её географическому положению: она берёт начало от перекрёстка улиц Краснофлотской и Мира и, визуально продолжая последнюю, идёт вдоль острова почти до самого побережья Никольского устья. С одной стороны улицы идет забор за которым находится территория судоремонтного предприятия «Звёздочка», с другой стороны расположены гаражно-строительные кооперативы «Моряк» и «Моряк-2». Жилых домов на улице нет, все строения относятся к объектам промышленной инфраструктуры. Остановок общественного транспорта нет, ближайшая автобусная остановка находится на улице Мира. Общая протяженность улицы составляет около километра. | Все фото    |
| Двинская улица              | Улица расположена в одноимённом посёлке. Берёт своё начало от Транспортной улицы и идёт в сторону города Архангельска, последовательно примыкая к Проточной улице, Школьному переулку и Лесозаводской улице, заканчивается у Архангельского шоссе в районе дома № 19. Дорога грунтовая в плохом состоянии с глубокой колеёй, не пригодная для автомобилей с низким клиренсом. Жилых зданий на Двинской улице нет, все сооружения представляют собой объекты промышленной инфраструктуры Северодвинска; часть из них находится в полузаброшенном состоянии. Остановок общественного транспорта не предусмотрено, ближайшая автобусная остановка «ТЭЦ-1» находится на Ягринском шоссе. Общая протяжённость улицы менее двух километров. | Все фото    |
| Улица Дзержинского          | Улица была названа так 29 декабря 1967 года горисполкомом Северодвинска в честь профессионального революционера, главы ряда наркоматов, основателя и главы ВЧК Феликса Эдмундовича Дзержинского. Расположена на острове Ягры в одноимённом микрорайоне города Северодвинска. Берёт своё начало от улицы Макаренко и заканчивается упираясь в проспект Бутомы. К ней примыкают улицы Северная и Логинова, а также Банный переулок. Здесь расположены ряд объектов социальной инфраструктуры (школы, детские сады, больницы, кафе, магазины и т. д.), оборудованы несколько остановок общественного транспорта. Общая протяженность улицы около километра. | Все фото    |
| Железнодорожная улица       | Ранее называлась просто «1-я улица»; своё современное название улица получила 27 декабря 1937 года на заседании оргкомитета Архангельского городского совета потому, что она идёт вдоль Северной железной дороги, во время начала строительства данного участка которой («Исакогорка — Никольское Устье»), здесь и стали появляться первые постройки (первый поезд по нему прошёл 22 ноября 1936 года). В начале улицы, берущей своё начало от нынешнего Архангельского шоссе, находится железнодорожная станция «Северодвинск» и автовокзал. Улица заканчивается вскоре после перекрёстка с Грузовым проездом и Южной улицей, за которыми расположены ряд увеселительных заведений (в народе «Пьяный угол») и ряд объектов инфраструктуры. Оборудованы несколько остановок общественного транспорта. | Все фото    |
| Заводская улица             | Улица расположена в новых кварталах Северодвинска. Берёт своё начало от улицы Юбилейной и проходя мимо завода «Полярная Звезда» заканчивается примыкая к улице Героев Североморцев. Жилых домов на улице нет, только объекты промышленной инфраструктуры. С Заводской улицы ведёт дорога к нескольким СОТ и СНТ, поэтому в выходные дни здесь довольно оживлённое движение. Оборудована автобусная остановка. Общая протяжённость улицы менее километра. | Все фото    |
| Западная улица              | Название улицы обусловлено её географическим положением. Наиболее удобный выезд к ней с Транспортной улицы. Жилых зданий нет; все сооружения представляют собой исключительно объекты промышленной инфраструктуры (склады, гаражи, хранилища, стоянки, небольшие частные предприятия различного профиля и т. д.). Наибольшее число построек относятся к гаражно-строительному кооперативу «Мотор». Остановок общественного транспорта нет; ближайшая автобусная остановка («ТЭЦ-1») находится на Ягринском шоссе. | Все фото    |
| Звёздная улица              | Улица расположена в новых кварталах Северодвинска. Соединяет улицу Героев Североморцев и проспект Победы. Жилых зданий нет, крупнейший объект социальной инфраструктуры — профессиональное училище № 19 (дом № 11), которое было официально открыто 20 февраля 1983 года. Остановок общественного транспорта нет; ближайшие находятся на Звёздной улице и проспекте Победы. Общая протяжённость Звёздной улицы составляет около километра. | Все фото    |
| Улица Зои Космодемьянской   | Улица была названа в честь советской разведчицы-партизанки Зои Анатольевны Космодемьянской — первой женщины, удостоенной звания Герой Советского Союза (посмертно) во время Великой Отечественной войны. Расположена на острове Ягры неподалёку от автомобильного и железнодорожного мостов соединяющих остров с большой землёй; также рядом находится пешеходный мост через реку Камбалица. Состоит преимущественно из одноэтажных деревянных зданий построенных в середине XIX века. Главной достопримечательностью улицы является храм Воскресения Христова. Ближайшие остановки общественного транспорта расположены на улицах Октябрьской и Логинова. | Все фото    |
| Индустриальная улица        | Ранее улица называлась «4-я линия», но в период Индустриализации в СССР, на волне патриотического подъёма, была переименована в Индустриальную, хотя на самой улице и нет никаких крупных промышленных объектов. Берёт своё начало от Железнодорожной улицы и, идя параллельно Лесной и Республиканской улицам (между ними), заканчивается примыкая к улице Капитана Воронина; последовательно пересекает Беломорский проспект, Пионерскую, Профсоюзную, Полярную уоицы и проспект Ленина. На отрезке между улицами Бойчука и Гагарина идет пешеходная зона, которая визуально разделяет улицу на два отрезка (проезд между ними по упомянутым выше параллельным улицам). Одна из главных достопримечательностей улицы — дом № 19 (Полярная ул, 36), где жил писатель Валентин Пикуль. Дом Валентина Пикуля в сентябре 2021 года передан в аренду компании, взявшей на себя все обязательства по объекту, в том числе, по его охране и созданию в нём музея-квартиры знаменитого писателя.                               | Все фото    |
| Улица Капитана Воронина     | Улица названа 30 октября 1958 года горисполкомом г. Северодвинска в честь капитана советского ледокольного флота Владимира Ивановича Воронина. Берёт своё начало от Первомайской улицы и параллельно улице Гагарина и проспекту Труда идёт до улицы Ломоносова. Единственная улица, которая её пересекает — улица Карла Маркса (один из самых аварийноопасных перекрёстков города). Также к ней примыкают улицы Торцева (в районе Беломорской базы ВМФ РФ) и Индустриальная (возле 17-й школы-лицея). Улица состоит в основном из пятиэтажных зданий постройки середины XX века. Остановок общественного транспорта нет; ближайшие находятся на улицах Ломоносова и Карла Маркса. | Все фото    |
| Улица Карла Маркса          | Улица была названа так при советской власти в честь немецкого философа, социолога, экономиста и публициста Карла Генриха Маркса. Одна из наиболее оживлённых и густонаселённых улиц Северодвинска. Берёт своё начало от улицы Гагарина (напротив дома № 9) и, идя параллельно улице Ломоносова, заканчивается примыкая к бульвару Строителей. Состоит в основном из домов хрущёвской и брежневской серий, и лишь в конце улицы есть несколько девятиэтажных домов. Множество объектов социальной инфраструктуры города. Практически вдоль всей улицы оборудованы остановки общественного транспорта. На местном жаргоне именуется порой «Карла-Марла», «Кырло-Мырло» или просто «Борода». | Все фото    |
| Улица Кирилкина             | Улица была названа так 5 октября 1982 года по решению горисполкома города Северодвинска в честь первого начальника строительства посёлка «Судострой» Ивана Тарасовича Кирилкина, который, несмотря на то, что в годы гражданской войны в возглавлял уездную ЧК в городе Ельце (Орловская область), в 1938 году сам попал под жернова сталинских репрессий и в 1942 году умер в одном из лагерей Кировской области. Берёт начало от Юбилейной улицы и заканчивается примыкая к проспекту Победы. Четная и нечётная стороны разделены широкой разделительной полосой; жилые дома (преимущественно северодвинской серии) расположены в основном по нечётной стороне; с чётной стороны находится территория больничного городка со множеством медучреждений (от роддома до морга). Остановок общественного транспорта не оборудовано, ближайшие автобусные остановки находятся на улицах Юбилейной, Малая Кудьма и проспекте Победы.                                                                                         | Все фото    |
| Коммунальная улица          | Улица расположена в старой части города. Проехать к ней можно по Новой улице или Окружному шоссе. Жилых зданий нет, все строения на ней относятся к объектам социальной и промышленной инфраструктуры Северодвинска; в частности на Коммунальной улице (в доме № 9) находится «Пункт приёма домашних животных» (в просторечии — «живодёрня»), автосервис «МИГ-29» (дом № 11) и т. д. Также здесь находилась автомобильная заправочная станция, которая в настоящее время не функционирует. Остановок общественного транспорта не предусмотрено, ближайшая находится на Южной улице (близ пересечения последней с Новой улицей). | Все фото    |
| Комсомольская улица         | Улица получила свое название на заседании Архангельского городского Совета 27 декабря 1937 года; этим депутаты последнего хотели подчеркнуть огромную роль Всесоюзного ленинского коммунистического союза молодёжи (ВЛКСМ) в строительстве посёлка «Судострой». Улица расположена в старой части города Северодвинска: берёт свое начало перед улицей Железнодорожной и пересекая её идёт между улицами Южной и Ломоносова (параллельно им), и заканчивается примыкая к проспекту Ленина между домами № 39 и 41. Помимо упомянутых улиц, пересекает Беломорский проспект, Пионерскую, Профсоюзную и Полярную улицы. Остановок общественного транспорта нет; ближайшие автобусные остановки оборудованы на близлежащих улицах. на местном жаргоне иногда улицу называют просто «комсой». | Все фото    |
| Улица Коновалова            | Улица названа так 29 декабря 1978 года по решению горисполкома в честь советского танкиста Павла Васильевича Коновалова, который в 1945 году был посмертно награждён званием Герой Советского Союза «за мужество и героизм, проявленные в боях за освобождение Польши». Берёт своё начало от улицы Ломоносова (между 89 и 95 домами) и заканчивается достигнув улицы Советских Космонавтов, близ примыкания к ней бульвара Строителей. Крупнейший объект социальной инфраструктуры — средняя школа № 30. Остановок общественного транспорта нет; ближайшая находится на улице Ломоносова. Общая протяженность улицы менее километра. | Все фото    |
| Корабельная улица           | Улица находится на острове Ягры в одноимённом микрорайоне Северодвинска. Берёт своё начало от Южной вахты АО «Центр судоремонта „Звёздочка“» и, идя параллельно улице Мира и проезду Машиностроителей, заканчивается примыкая к улице Логинова. Состоит преимущественно из домов сталинской и хрущевской серии расположенных по нечетной стороне, с четной стороны расположена зелёная зона, за которой начинается территория предприятия. Среди объектов социальной инфраструктуры — школа-интернат. Также в зелёной зоне находится ФОК «Беломорец» — одно из любимых мест отдыха ягринцев. Остановок общественного транспорта не оборудовано; ближайшие находятся на улицах Логинова, Мира и Нахимова. Общая протяженность улицы около километра. | Все фото    |
| Краснофлотская улица        | Улица расположена на острове Ягры. Получила своё название потому, что все три дома (№ 2, 4 и 6) расположенные на ней были построены в советское время (во второй половине двадцатого века) для военных моряков и их семей проходящих службу на Краснознамённом Северном Флоте СССР; до 18 ноября 1971 года это имя носила улица Бойчука. От неё начинается улица Мира, а с нечетной стороны находятся объекты промышленной инфраструктуры (в частности НПО «Звёздочка») и ГСК «Моряк» и «Моряк 2». Территория воинской части находится в нескольких метрах от дома № 6. Остановок общественного транспорта не предусмотрено, ближайшая находится близ пересечения улиц Мира и Макаренко. | Все фото    |
| Крымская улица              | Единственная улица появившаяся в Северодвинске в первой четверти XXI века, хотя на своей странице в социальной сети глава города Игорь Арсентьев рассказал о создании и Северо-Западной улицы, хотя последняя благополучно существовала и до его назначения. Крымская улица имеет протяженность около полукилометра и имеет две полосы движения для автотранспорта. Любопытно, что городские депутаты не одну сотню раз обсуждали переименование какой-нибудь улицы в улицу имени Давида Пашаева, в том числе и переименование улицы Юбилейной, одной из самых густозаселенных, но когда появилась возможность построить такую улицу «с ноля», об этой насущной необходимости для сохранения истории города (на которую потрачено было тысячи высокооплачиваемых человеко-часов) никто и не вспомнил. |             |
| Улица Лебедева              | Улица расположена в квартале (микрорайоне) «Д». Решение назвать новую улицу в честь первого секретаря городского комитета партии большевиков Виктора Матвеевича Лебедева, который сражался и погиб на фронтах Великой Отечественной войны в 1943 году, было принято городским исполнительным комитетом Северодвинска 2 декабря 1983 года. Берёт начало от улицы Юбилейной и, идя между улицей Кирилкина и проспектом Труда, заканчивается примыкая к проспекту Победы; чётную и нечётную стороны улицы разделяет река Забориха. В школе № 13 города Северодвинска (ул. Лебедева, дом 10А) работает музей В. М. Лебедева. Общая протяженность улицы около километра. | Все фото    |
| Лесная улица                | Получила своё название из-за места, где начиналось строительство; в настоящее время она также является одним из лидеров среди городских улиц по числу растущих на ней деревьев. Первоначально носила название «5-я линия». Лесная улица берёт своё начало от Железнодорожной улицы в районе находящейся там зенитной воинской части и, идя параллельно улицам Ломоносова и Индустриальной (между ними), заканчивается упираясь в улицу Гагарина. Начало улицы преимущественно состоит из двухэтажных деревянных домов постройки середины XIX века и только от Полярной улицы начинают преобладать дома так называемой сталинской серии; в XXI веке начато строительство нескольких новых домов, взамен деревянных, однако есть и ряд аварийных (порой не расселённых) строений. Ближайшие автобусные остановки оборудованы на улице Ломоносова. | Все фото    |
| Лесозаводская улица         | Улица расположена на территории Двинского посёлка. Название своё получила по находившемуся здесь ранее лесозаводу и «ДОК-2» (деревообрабатывающий комбинат); лес к ним доставляли на баржах по Белому морю. Берёт своё начало от Двинской улицы в районе дома № 18 и движется по направлению к дому 18Б по Двинской улице, возле которого и заканчивается. Покрытие грунтовое. Жилых зданий на Лесозаводской нет, все строения относятся к объектам промышленной инфраструктуры; большинство пронумерованы по Двинской улице. Примерно половина улицы закрыта для проезда автомобильного транспорта при помощи бетонных блоков и постепенно скрывается за растительностью; остальная часть дороги используется исключительно для проезда к находящимся вдоль неё гаражам. Остановок общественного транспорта нет; ближайшие автобусные остановки расположены на Архангельском и Ягринском шоссе. Общая протяжённость улицы менее километра.                                                                              | Все фото    |
| Улица Логинова              | Улица была названа в честь советского партийного деятеля, первого секретаря Архангельского обкома КПСС Савелия Прохоровича Логинова. Расположена на острове Ягры в одноимённом микрорайоне, начинается сразу за спуском с автомобильного моста соединяющего остров с полуостровом Чаячьим и заканчивается примыкая к улице Дзержинского, где упирается в дом № 11 — первое многоэтажное здание на Яграх. Состоит преимущественно из домов так называемых хрущевской и брежневской серий. Есть остановки общественного транспорта. Общая протяжённость улицы около километра. | Все фото    |
| Улица Ломоносова            | Первоначально называлась Осоавиахимовская улица (от ОСОАВИАХИМ), затем была названа в честь поморского уроженца, первого русского учёного-естествоиспытателя мирового значения Михаила Васильевича Ломоносова. Одна из самых протяжённых и густонаселённых улиц Северодвинска; важнейшая транспортная артерия Северодвинска. Берёт своё начало от Железнодорожной улицы и, идя параллельно Комсомольской и Лесной улицам, пересекает площади Ломоносова и Пашаева (бывшая пл. Корабелов), заканчивается близ Паранихи, примыкая к бульвару Строителей. Множество объектов социальной и транспортной инфраструктуры; оборудованы остановки общественного транспорта. | Все фото    |
| Улица Макаренко             | Названа в честь советского педагога и писателя Антона Семёновича Макаренко. На местном сленге иногда именуется как Мака, Макарка и Макароныча. Берёт своё начало от Корабельной улицы (в районе Южной вахты предприятия «Звёздочка») и, пересекая улицы Мира и Дзержинского, заканчивается упираясь в Приморский бульвар сразу за которым находится ягринский пляж. Самым известным в городе зданием на этой улице является дом № 11 где расположен психоневрологический диспансер; среди других объектов инфраструктуры: детский сад № 57 «Лукоморье», детдом «Оленёнок», гостиница ОАО ЦС «Звёздочка» и Северодвинский хлебокомбинат. | Все фото    |
| Улица Малая Кудьма          | Улица находится в новых районах Северодвинска. Своё название получила из-за протекающей поблизости реки Кудьмы. Берёт начало от Морского проспекта (в место его соединения с улицей Чеснокова) и волнообразно тянется мимо больничного городка до улицы Кирилкина. На улице установлено одностороннее движение для автомобильного транспорта, хотя были ДТП, когда на Малой Кудьме сталкивались между собой машины идущие в противоположном знакам направлении. Напротив заводской больницы оборудована автобусная остановка; ещё одна сделана в районе ТЦ «СИТИ», где также останавливаются и междугородние автобусы. | Все фото    |
| Улица Матросова             | Улица названа в честь русского солдата, Героя Советского Союза Александра Матвеевича Матросова, который, во время ВОВ, закрыв своим телом амбразуру немецкого дзота, ценой своей жизни он содействовал выполнению боевой задачи подразделения. Берёт своё начало от Беломорского проспекта, близ Северодвинской городской станции по борьбе с болезнями животных, и идя, по большей части, параллельно Южной улцие, заканчивается примыкая к Новой улице. Состоит преимущественно из одноэтажных домов постройки середины XX века, некоторые из которых находятся в аварийном состоянии; дома, как правило обнесены забором и на этих участках жители занимаются подсобных хозяйством более привычным для деревень. Промышленная, транспортная и социальная инфраструктура отсутствует. | Все фото    |
| Улица Мира                  | Улица находится на острове Ягры в одноимённом микрорайоне Северодвинска; одна из самых протяжённых улиц острова. Имеет довольно традиционное название для городов Советского Союза, которое призвано было подчеркнуть декларируемую КПСС миролюбивую политику Страны Советов. Берёт своё начало от Краснофлотской улицы и, пересекая улицы Макаренко и Логинова, заканчивается упираясь в проспект Бутомы; также к ней примыкают улицы Свободы, Адмирала Нахимова (в районе площади Просянкина) и Гоголя. Здесь расположены несколько объектов социальной инфраструктуры и остановки общественного транспорта. | Все фото    |
| Набережная реки Кудьмы      | Расположена в новых кварталах Северодвинска. Как видно из названия, находится вблизи реки Кудьмы, на другом берегу которой строений по близости уже нет. Состоит лишь из нескольких многоквартирных домов северодвинской серии, большинство из которых примыкают друг к другу и вместе составляют единое сооружение. Объекты транспортной, промышленной и социальной инфраструктуры отсутствуют. Остановок общественного транспорта нет; ближайшие автобусные остановки находятся на проспекте Победы. | Все фото    |
| Народная улица              | Улица расположена в центральной части города в районе рынка «Вертолётка», который получил свое названия потому, что был построен на месте бывших вертолётных площадок. Берёт своё начало от Южной улицы и идёт параллельно улице Николая Островского и заканчивается тупиком почти упираясь в озеро Рефулерное (Новое). Объекты транспортной, промышленной и социальной инфраструктуры практически отсутствуют. Остановок общественного транспорта нет; ближайшая автобусная остановка находится на Южной улице. | Все фото    |
| Улица Некрасова             | Названа в честь русского поэта и писателя Николая Алексеевича Некрасова. Расположена в центральной части города. Берёт начало в районе Дворца Молодёжи Северодвинска (ДК «Стройка») и пересекая Садовую улицу и все шесть Южных переулков заканчивается примыкая к Народной улице (напротив дома № 8). Состоит преимущественно из деревянных зданий постройки середины XIX века, без водопровода и центрального отопления. Социальная и промышленная инфраструктура практически отсутствует. Остановок общественного транспорта нет, ближайшие расположены на Южной улице и проспекте Ленина. | Все фото    |
| Улица Николая Островского   | Улица расположена в районе Вертолётки. названа в честь советского писателя, кавалера Ордена Ленина, автора романа «Как закалялась сталь».Николая Алексеевича Островского. Берёт своё начало от Южной улицы и идёт между Народной улицей и 6-м Южным переулком (почти параллельно им) и заканчивается тупиком. Долгое время состояла из деревянных одноэтажных зданий построенных во второй половине XX века и лишь в 2000-х годах там стали строиться новые двухэтажные дома из кирпича и композитных материалов. Остановок общественного транспорта нет; ближайшая находится на Южной улице. Общая протяжённость улицы менее километра. | Все фото    |
| Никольская улица            | Берет своё начало от Портовой улицы близ пересечения последней с Архангельским шоссе. Жилых домов нет, все здания и сооружения представляют собой объекты социальной и промышленной инфраструктуры города, среди которых, в частности: автоцентр «Автово» (торгует автомобилями китайского производства), гаражи, автосервисы, АГЗС, сауны и т. д. Только через Никольскую можно попасть на автомобиле к зданию Военной комендатуры расположенной по адресу Архангельское шоссе 90. Дорога большей частью грунтовая, состояние которой далеко от идеального. Остановок общественного транспорта нет, ближайшая автобусная остановка находится на Архангельском шоссе. | Все фото    |
| Новая улица                 | Улица расположена в старой части города Северодвинска. Идёт, по большей части, параллельно улице Матросова и заканчивается примыкая к Профсоюзной улице близ места слияния последней с Коммунальной улицей. Самый большой дом на улице № 1А, который состоит из нескольких корпусов визуально связанных в одно здание; в них располагается множество объектов социальной и промышленной инфраструктуры (магазины, автосервисы, ветклиники и т. д.). Остановок общественного транспорта нет, ближайшая автобусная остановка находится на Южной улице. | Все фото    |
| Окружная улица              | Название улицы говорит само за себя; идёт вдоль одноимённого шоссе, которое является единственной альтернативой, чтобы попасть на Архангельское шоссе в обход круговой развязки последнего с Ягринским шоссе. Ввиду плохого состояния этой дороги, её преимущественно используют во время ремонтов и дорожно-транспортных происшествий преграждающих основные пути, но некоторые предпочитают использовать это направление и в часы-пик, чтобы миновать пробки. Жилых домов на Окружной улице нет, все постройки относятся к объектам социальной и промышленной инфраструктуры города, среди которых, в частности, Северодвинская ТЭЦ-2, Инженерно-бытовой корпус, шламоотвал, автосервисы, АЗС, магазины, гаражно-строительный кооператив «Строитель» и др. | Все фото    |
| Октябрьская улица           | Улица находится на острове Ягры в одноимённом микрорайоне Северодвинска. Берёт своё начало от улицы Логинова (близ храма Воскресения Христова и, идя вдоль залива Камбалица, заканчивается возле соснового бора. Это единственная улица на острове, вдоль которой на всём протяжении обустроена трёхполосная автомобильная дорога. Преобладают дома хрущёвской и северодвинской серии, которые расположены с нечетной стороны. На четной стороне (со стороны реки) лишь несколько объектов инфраструктуры (ПУ-19, «Шашлычная», шиномонтаж и др.). Единственная улица, которая примыкает к Октябрьской — проспект Бутомы. В начале улицы оборудована автобусная остановка. Общая протяженность улицы около километра. | Все фото    |
| Улица Павлика Морозова      | Улица расположена на острове Ягры в одноимённом микрорайоне. Была названа в честь советского школьника Павлика Морозова в советское время получившего известность как пионер-герой, противостоявший кулачеству в лице своего отца и поплатившийся за это жизнью, чей поступок в настоящее время воспринимается весьма неоднозначно. Состоит преимущественно из одноэтажных деревянных домов постройки середины XX века. Объекты социальной и промышленной инфраструктуры отсутствуют. Автобусных остановок нет, ближайшие находятся близ пересечения улиц Октябрьской и Логинова. Общая протяженность улицы менее полукилометра. | Все фото    |
| Парковая улица              | Название улицы говорит само за себя: она расположена в зелёной зоне (между Архангельским шоссе и Первомайской улицей) отделяющей «Севмашпредприятие» от жилых районов города, на участке между улицей Юдина и проспектом Ленина. Жилых зданий на улице нет, все строения относятся к объектам промышленной и социальной инфраструктуры, среди которых, в частности, корпус СФ ПГУ (факультет управления и права), сауны, гостиница «Двинские зори», детский сад «Незабудка» и большая автостоянка для работников «Севмаша». Остановок общественного транспорта не оборудовано, ближайшие автобусные остановки находится на Первомайской улице и Архангельском шоссе. Общая протяженность улицы составляет около километра. | Все фото    |
| Первомайская улица          | Улица получила своё название в советское время честь Первомая — одного из главных коммунистических праздников. Одна из наиболее протяженных улиц города Северодвинска. Берёт своё начало от улицы Железнодорожной (в районе железнодорожного и автомобильного вокзалов) и, идя параллельно улице Торцева, заканчивается примыкая к Архангельскому шоссе близ дома № 75. Преимущественно состоит из домов сталинской и хрущевской серии, большинство которых расположены по нечетной стороне. С четной стороны от улицы Юдина до Портовой, помимо объектов социальной инфраструктуры, располагается зелёная зона отделяющая «Севмаш» от жилых районов. | Все фото    |
| Улица Первых Причалов       | Улица расположена в Двинском посёлке на территории так называемого Второго участка. Название улицы говорит само за себя: во время начала строительства посёлка Судострой (затем Молотовска), водный путь был главной транспортной артерией связывающей город с большой землёй. Здесь до сих пор сохранились развалины первых деревянных причалов, функционирует только один сделанный из железа и бетона; в летнее время здесь причаливает старейший в России колёсный пароход «Н. В. Гоголь». Сохранилась и некогда весьма востребованная (до постройки участка ж/д «Северодвинск-Исакогорка»), а ныне заросшая деревьями железнодорожная ветка. Берёт начало от Ягринского шоссе и идёт вдоль побережья Бычьего пролива; заканчивается тупиком. Жилых домов на улице нет, все строения относятся к объектам промышленной инфраструктуры. Остановок общественного транспорта не оборудовано, ближайшая автобусная остановка «ТЭЦ-1» находится на Ягринском шоссе. Общая протяженность улицы составляет около километра. | Все фото    |
| Пионерская улица            | 2 марта 1937 года был создан первый пионерский отряд Северодвинска, организатором и вожатым которого стал Николай Чертополохов, а первым председателем совета отряда был назначен Николай Варфоломеев; в связи с этим событием 27 декабря 1937 года на заседании оргкомитета Архангельского горсовета 3-я улица была переименована в Пионерскую улицу, а уже 1 сентября следующего года на улице появилась первая школа. Берёт своё начало от Первомайской улицы и, двигаясь параллельно Профсоюзной улице и Беломорскому проспекту, оканчивается упираясь в Южную улицу. Самыми известными объектами на улице являются Мировой суд и Северодвинский городской краеведческий музей. | Все фото    |
| Улица Плюснина              | Улица названа так в 1961 году в честь первого секретаря Молотовского (впоследствии Северодвинского) горкома КПСС, кавалера ордена Трудового Красного знамени Ивана Афанасьевича Плюснина. Расположена в центре города. Берёт начало от проспекта Ленина (у дома № 1/16) и заканчивается примыкая к улице Гагарина; единственная улица, которая её пересекает — улица Бойчука. В доме № 7 находится мэрия города; помимо этого есть ещё несколько объектов социальной инфраструктуры. Остановок общественного транспорта нет, ближайшие находятся на улице Карла-Маркса и проспекте Ленина. Общая протяженность улицы менее километра. В просторечии иногда именуется у северян «Плюшка» или «Плюха». | Все фото    |
| Улица Подводников           | Улица расположена в центральной части города Северодвинска. Берёт своё начало от перекрёстка Архангельского шоссе и улицы Серго Орджоникидзе и, визуально продолжая последнюю, заканчивается упираясь в контрольно-пропускной пункт, за воротами которого видны пришвартованные подводные лодки прибывшие для ТО и ремонта на ПО «Севмашпредприятие»; отсюда и произошло название улицы (довольно популярна шутка, что название было дано по другой причине: из-за проблем с ливневой канализацией улица после дождей почти скрыта под водой огромными лужами). Жилых зданий на улице нет; все строения относятся к военным и инфраструктурным объектам города. Остановок общественного транспорта нет; ближайшая автобусная остановка находится на Архангельском шоссе. Общая протяженность улицы менее полукилометра. | Все фото    |
| Полярная улица              | Ранее называлась просто «5-я улица». Расположена в старой части города: берёт своё начало Первомайской улицы (между домами № 21 и 23, близ ТЦ «Первомай») и, идя параллельно Профсоюзной улице и проспекту Ленина (между ними), заканчивается примыкая к Южной улице (близ дома № 28). Последовательно пересекает улицы Торцева, Советскую, Республиканскую, Индустриальную, Лесную, Ломоносова и Комсомольскую. В доме № 36 некоторое время жил писатель Валентин Саввич Пикуль. | Все фото    |
| Портовая улица              | Расположена в новой части города. Ранее носила название Морской переулок. Своё название получила потому, что берёт начало от КПП, за воротами которого находятся причалы Северного машиностроительного предприятия, где стоят корабли (преимущественно ВМФ РФ) прибывшие в Северодвинск для ремонта. Заканчивается Портовая примыкая к Первомайской улице у дома № 50/19. Единственная улица, которая её пересекает — Архангельское шоссе. Значительная часть жителей улицы — военнослужащие СФ ВМС России (помимо нескольких общежитий для семей офицеров и мичманов Северного Флота, большинство домов строились Министерством обороны специально для них (лишь после начала приватизации часть квартир была выкуплена гражданским населением). Оборудованы остановки общественного транспорта. Общая протяжённость улицы около километра. | Все фото    |
| Проточная улица             | Улица расположена в Двинском посёлке. Берёт своё начало от Двинской улицы и идёт в сторону Бычьего пролива Белого моря. Дорога грунтовая в плохом состоянии с глубокой колеёй. Жилых зданий на Проточной улице нет, все сооружения представляют собой объекты промышленной инфраструктуры Северодвинска; часть из них находится в полузаброшенном состоянии. Остановок общественного транспорта не предусмотрено, ближайшая автобусная остановка «ТЭЦ-1» находится на Ягринском шоссе. Общая протяжённость улицы менее километра. | Все фото    |
| Профсоюзная улица           | Улица расположена в старой части Северодвинска. Берёт начало от Первомайской улицы и, идя параллельно Полярной и Пионерской улицам (между ними) пересекает практически весь город заканчиваясь в районе Южной улицы, за перекрёстком с которой её визуально продолжает Новая улица. Большая часть улицы состоит из старых деревянных домов построенных при советской власти ещё в середине XIX века и лишь в конце улицы есть жилые пятиэтажные дома. Начиная от улицы Ломоносова для автомобилей сделано одностороннее движение. Остановок общественного транспорта нет; все они находятся на тех улицах, с которыми Профсоюзная непосредственно связана. | Все фото    |
| Республиканская улица       | Улица расположена в старой части Северодвинска. Берёт начало от Железнодорожной улицы и, идя между Индустриальной и Советской улицами (между ними), заканчивается упираясь в проспект Ленина неподалёку от площади Победы. Большая часть улицы состоит из старых деревянных домов построенных при советской власти ещё в середине XIX века. На улице построены несколько объектов социальной инфраструктуры; здесь также находится здание местного УВД и ФСБ. Остановок общественного транспорта не оборудовано; все они находятся на тех улицах, с которыми улица Республиканская непосредственно связана. | Все фото    |
| Речная улица                | Улица находится на острове Ягры в одноимённом микрорайоне Северодвинска неподалёку от автомобильного и железнодорожного мостов соединяющих остров с большой землёй; также здесь находится пешеходный мост через залив Камбалица. Зданий по улице нет и на 2016 год она существует только на карте города. Речная улица берет начало от Ягринского шоссе, близ пересечения с проездом Машиностроителей и движется вдоль берега, откуда и название. Ранее к этой улице относился храм Воскресения Христова, сейчас он приписан к улице Зои Космодемьянской. Остановок общественного транспорта нет; ближайшие автобусные остановки расположены на улицах Октябрьской и Логинова. Общая протяжённость Речной улицы составляет около 400 м. | Все фото    |
| Улица Ричарда Ченслера      | Названа решением Северодвинского горисполкома от 29 мая 1991 года в честь английского мореплавателя Ричарда Ченслера, положившего начало торговым отношениям Русского царства с Англией. Улица находится на острове Ягры в одноимённом микрорайоне Северодвинска в непосредственной близости от пляжа и соснового бора. Довольно продолжительное время улица существовала лишь на картах, так как на ней не было ни одного здания, пока в 2013 году не был сдан в эксплуатацию кирпичный девятиэтажный дом, который получил номер 17. Остановок общественного транспорта нет; ближайшие автобусные остановки находятся на улице Дзержинского и на проспекте Бутомы. | Все фото    |
| Садовая улица               | Расположена в старой части города Северодвинска. Берёт начало от Профсоюзной улицы (в районе её слияния с Приозёрный переулком) и идёт почти параллельно Южной улице, вдоль озера Рефулерного (Нового) заканчиваясь примыкая к началу улицы Некрасова. На участке между Полярной улцией и проспектом Ленина проезд автомобилям закрыт, и почти все здания снесены, что делит улицу на две части (попасть из одной в другую можно по Южной улцие). Преимущественно состоит из одноэтажных деревянных зданий построенных во второй половине XX века, но в конце улицы довольно активно ведется строительство частных домов. Остановок общественного транспорта не предусмотрено, ближайшие автобусные остановки находятся на Южной улице. | Все фото    |
| Улица Свободы               | Небольшая улочка, которая находится на острове Ягры в одноимённом микрорайоне Северодвинска. Берёт свое начало от улицы Корабельной (неподалёку от Южной вахты Акционерного общества «Центр судоремонта „Звёздочка“» и, идя параллельно улицам Адмирала Нахимова и Макаренко (между ними), заканчивается примыкая к улице Мира (напротив дома № 3). Название улицы довольно характерно для СССР и происходит от национальный девиза Французской Республики «Свобода, равенство, братство», берущего своё начало со времён Великой французской революции. На улице расположено только два жилых пятиэтажных дома хрущёвской серии расположенных по чётной стороне (№ 2 и № 4). С нечетной стороны идёт забор, за котором находится территория ягринской школы-интерната. Остановок общественного транспорта нет; ближайшие автобусные остановки расположена на улице Мира. Общая протяженность улицы менее полукилометра.                                                                                                 | Все фото    |
| Северная улица              | Улица расположена на острове Ягры в одноимённом микрорайоне Северодвинска. Получила своё название от географического положения (до 1960-х годов такое название носила в Северодвинске улица Торцева). Берёт начало от улицы Дзержинского и, двигаясь по прямой в сторону набережной Зрячева, заканчивается примыкая к Приморскому бульвару. Состоит преимущественно из пятиэтажных домов брежневской серии. Из объектов социальной инфраструктуры — детские сады, гостиница, несколько магазинов и кафе. Остановок общественного транспорта нет, ближайшая автобусная остановка находится на улице Дзержинского. Общая протяжённость Северной улицы менее километра. | Все фото    |
| Северо-Западная улица       | Улица расположена в новой части города. Берёт своё начало от улицы Карла Маркса в месте её слияния с улицей Трухинова и визуально продолжает последнюю. Сперва идёт прямо, затем делает несколько зигзагов; заканчивается тупиком неподалёку от побережья Белого моря. Жилых домов на улице нет, все строения относятся к объектам промышленной инфраструктуры; среди них гаражно-строительный кооператив «Машиностроитель-2» и «BOSCH SERVICE» (СтАС автосервис). Дорога в безобразном состоянии; власти объясняют это тем, что «Участок автомобильной дороги по улице Северо-Западная не является муниципальной собственностью и не учитывается в реестре муниципального имущества МО „Северодвинск“». Остановок общественного транспорта не оборудовано, ближайшая автобусная остановка находится на улице Карла Маркса. | Все фото    |
| Улица Серго Орджоникидзе    | Решение назвать новую улицу Северодвинска именем грузинского большевика и революционера Серго Орджоникидзе было принято местным городским исполнительным комитетом 31 августа 1966 года, на что вероятно повлияло то, что с первым начальником строительства города И. Т. Кирилкиным их связывала тесная дружба. Но местом сленге быстро получила название «Орджо». Находится в центральной части города: берёт своё начало от Первомайской улицы и, идя между Морским проспектом и проспектом Труда (параллельно последнему), заканчивается упираясь под прямым углом в улицу Ломоносова. Состоит преимущественно из однотипных пятиэтажных домов брежневской серии постройки последней четверти XX века. Общая протяжённость улицы около километра. | Все фото    |
| Советская улица             | Первоначально носила название «2-я линия». Название улице было дано в честь Страны Советов и было одним из самых распространённых на момент начала строительства. Одна из наиболее оживлённых и густонаселённых улиц Северодвинска. Берёт начало от Складского проезда и, идя между улицами Торцева и Республиканской (параллельно им, мимо Городского парка отдыха) и заканчивается примыкая к улице Гагарина в районе дома № 12. Множество объектов социальной инфраструктуры. Улица состоит преимущественно из деревянных двухэтажных домов и домов сталинской и хрущевской серии; в XX веке было построено несколько новых домов на месте аварийных. На Советской обустроено несколько остановок общественного транспорта, включая междугороднюю («Универмаг „Радуга“»). | Все фото    |
| Улица Советских Космонавтов | Своё название улица получила по решению горисполкома Северодвинска от 11 января 1978 года в честь ознаменования полета космонавтов Ю. В. Романенко и Г. М. Гречко. Интерес местных властей именно к этому полёту КА «Союз-26» не был случаен; некоторое время семья Романенко жила на Арктической улице (ныне проспект Ленина), и здесь в 1951 году будущий космонавт впервые сел за парту в школе № 1. Улица берёт своё начало от бульвара Строителей (в районе дома № 35), визуально продолжая последний и, идя вдоль железной дороги, заканчивается примыкая к Морскому проспекту. Из-за близлежащей железной дороги, жилые дома расположены только по чётной стороне улицы. Общая протяженность улицы Советских Космонавтов менее километра. | Все фото    |
| Улица Строителей            | Не следует путать с одноимённым бульваром. Расположена в старой части города. Некогда довольно большая (начиналась от улицы Железнодорожной в районе нынешнего дома № 42), но со временем о временем старые «деревяшки» уступили место новым домам и теперь на ней осталось только два дома: 32Б — жилое деревянное двухэтажное здание и 43А — средняя общеобразовательная школа № 11, которая в настоящее время является единственным инфраструктурным объектом на улице Строителей. Ближайшие остановки общественного транспорта находятся на улицах Южной и Ломоносова. | Все фото    |
| Улица Торцева               | Улица была названа 27 июля 1963 года по решению горисполкома в честь Героя Советского Союза Александра Григорьевича Торцева погибшего во время Великой Отечественной войны в бою за безымянную высоту; до начала 1960-х она называлась «Северной». До этого называлась «1-я линия», затем «Северная». Берёт начало от Складского проезда и, двигаясь параллельно Первомайской и Советской улицам (между ними), заканчивается примыкая у улице Капитана Воронина, напротив здания САФУ (бывшего северодвинского ВТУЗа). Улица преимущественно состоит из двухэтажных деревянных домов и домов так называемой сталинской серии, но встречаются и более поздние здания. Множество объектов социальной инфраструктуры. В конце улицы расположен военный госпиталь и штаб беломорской базы Северного флота ВМФ России. | Все фото    |
| Транспортная улица          | Улица берёт своё начало от Ягринского шоссе и идёт почти параллельно шоссе Архангельскому в сторону областного центра заканчиваясь тупиком за пересечением с Двинской улицей. Своё название предположительно получила из-за того, что на ней располагается множество объектов транспортной инфраструктуры, среди которых, в частности, Станция технического осмотра автомобилей (на момент появления первая и единственная в городе, затем на той же улице появилась и вторая), автосервисы, автосалоны, автоцентры, «Спецмашмонтаж» и т.д. Жилых зданий на улице нет. По качеству и состоянию дорожного покрытия — одна из худших улиц города Северодвинска. Остановок общественного транспорта не предусмотрено; ближайшая автобусная остановка «ТЭЦ-1» находится на Ягринском шоссе. | Все фото    |
| Улица Трухинова             | Решение назвать одну из улиц Северодвинска именем первостроителя города, Героя Советского Союза Константина Матвеевича Трухинова погибшего в 1944 году при освобождении Украины от немецко-фашистских захватчиков, было принято городским исполнительным комитетом 14 февраля 1975 года. Расположена в новых районах города: берёт своё начало от улицы Карла Маркса в месте её пересечения с Северо-Западной улицей, и, идя параллельно Арктической улице, заканчивается примыкая к улице Ломоносова. Не пересекает ни одной улицы. Остановок общественного транспорта нет, ближайшие автобусные остановки находятся на прилегающих улицах. Общая протяжённость улицы менее километра. | Все фото    |
| Улица Тургенева             | Улица названа в честь русский писателя-реалиста, поэта, публициста, драматурга и переводчика Ивана Сергеевича Тургенева. Берёт начало от улицы Георгия Седова и, идя параллельно улице Ломоносова, заканчивается примыкая к проспекту Труда. Единственная улица, которая её пересекает — улица Чехова; помимо этого, к улице Седова примыкают (с нечётной стороны) Восточный и Трудовой переулки. Остановок общественного транспорта нет; ближайшие автобусные остановки находятся на улице Ломоносова. Общая протяжённость улицы около километра. | Все фото    |
| Улица Чеснокова             | Улица названа так 22 октября 1986 года по решению Северодвинского городского исполнительного комитета в честь гвардии сержанта артиллерии Героя Советского Союза Николая Фёдоровича Чеснокова, который получил это звание «за умелое командование орудием во время наступательных боёв за город Будапешт». Улица берёт своё начало от Морского проспекта и, двигаясь по кривой вдоль берега реки Кудьмы, заканчивается примыкая к Юбилейной улице; не пересекает ни одной улицы. Остановок общественного транспорта нет; ближайшая автобусная остановка находится на Морском проспекте (там же останавливаются и междугородние автобусы). Общая протяжённость улицы около километра. | Все фото    |
| Улица Чехова                | Улица расположена в центральной части города Северодвинска; была названа в память о великом русском прозаике и драматурге Антоне Павловиче Чехове. Улица берёт своё начало от улицы Ломоносова и, двигаясь параллельно улице Георгия Седова и Трудовому переулку, заканчивается примыкая к Южной улице (близ т. н. «Вертолётки»). Единственная улица, которую она пересекает — улица Тургенева, от которой, по нечётной стороне, начинаются жилые дома, а до последней располагается территория больничного городка. Преимущественно улица состоит из двухэтажных деревянных, трёхэтажных шлакоблочных и пятиэтажных домов хрущевской серии. Остановок общественного транспорта нет; ближайшие находятся на улицах Ломоносова и Южной. Общая протяжённость улицы Чехова менее километра. | Все фото    |
| Юбилейная улица             | Расположена в относительно новых микрорайонах (кварталах) Северодвинска. Берёт своё начало от улицы Заводской и, идя вдоль железнодорожной ветки ведущей в сторону Зелёного Бора и Солзы, заканчивается примыкая к улице Чеснокова. Одна из самых населённых и оживлённых улиц Северодвинска несмотря на то, что из-за железнодорожных путей жилые дома расположены исключительно по нечётной стороне улицы; с четной стороны есть лишь несколько инфраструктурных построек. Состоит преимущественно из пяти и девятиэтажных домов так называемой «северодвинской серии». Из-за железной дороги проехать на Юбилейную улицу можно лишь по проспекту Труда и Морскому проспекту, а также, по Заводской улице через дороги дачного направления. Значительная часть улицы идёт вдоль больничного городка. Оборудовано несколько остановок общественного транспорта. | Все фото    |
| Улица Юдина                 | Улица была названа так 20 апреля 2000 года согласно решению муниципального Совета в честь советского судостроителя, почётного гражданина города Северодвинска, Героя Советского Союза Александра Дмитриевича Юдина. Расположена в старой части города; берёт своё начало от Архангельского шоссе (возле центральной вахты производственного объединения «Северное машиностроительное предприятие») и, идя параллельно Беломорскому проспекту и проспекту Ленина (между ними), заканчивается упираясь в Первомайскую улицу. Не пересекает ни одной улицы; единственная улица, которая к ней примыкает — Парковая улица. Жилых домой на улице нет; общая протяжённость ул. Юдина менее километра. Оборудованы остановки общественного транспорта. | Все фото    |
| Южная улица                 | Получила своё название из-за географического положения. Одна из самых протяжённых и оживлённых транспортных магистралей города Северодвинска. Южная улица берёт своё начало от Железнодорожной улмцы на перекрёстке последней с Грузовым проездом и, до дома № 136 идёт параллельно улице Ломоносова, затем под тупым углом делает поворот налево и заканчивается упираясь в проспект Труда на въезде на автомобильный мост-развязку, близ «Вертолётки». Множество объектов промышленной и социальной инфраструктуры города. Практически вдоль всей улицы оборудованы остановки общественного транспорта. | Все фото    |

## Шоссе
| Название      | Краткие сведения | Фотогалерея |
| Архангельское | Шоссе названо так потому, что только с него (не считая Окружного шоссе) можно въехать в Северодвинск со стороны города Архангельска. Шоссе идёт практически через весь город в основном вдоль КСКМ, Северного машиностроительного предприятия и АО «СПО «Арктика». Также только по нему можно попасть в основную часть города с острова Ягры. Заканчивается шоссе уперевшись в круговую развязку с улицей Карла Маркса и Морским проспектом. Множество остановок общественного транспорта. | Все фото    |
| Кородское     | Шоссе названо именем реки Корода. Начинается с пересечения с Окружной улицей, заканчивается пересечением с Онежским трактом. Выполняет функцию окружной дороги Северодвинска, связывая транспортный поток со стороны Архангельска с транспортным потоком со стороны Нёноксы и Онеги. |             |
| Солзенское    | Шоссе названо так, поскольку заканчивается недалеко от берега реки Солзы, на развилке с Онежским трактом. Берет свое начало от перекрестка с проспектом Победы. Ранее это была единственная дорога с этой части города в сторону Нёноксы и Онеги. |             |
| Ягринское     | Своё название «Ягринское» шоссе получило из-за того, что является единственной автомобильной дорогой соединяющей остров Ягры с большой землёй. Берёт своё начало от круговой развязки с Архангельским шоссе, по которому далее можно попасть в материковую часть города или в город Архангельск. Шоссе идёт вдоль полуострова Чаячий (бывшего острова) в сторону ягринского моста. Поскольку тысячи корабелов, работающих на «Звёздочке», проживают на материке, в будние дни (в утренние и вечерние часы) на шоссе возникают длинные автомобильные пробки. Вдоль шоссе идёт железная дорога, которая используется исключительно для перевозки грузов предприятием «Звёздочка». На шоссе оборудованы автобусные остановки напротив ТЭЦ-1 и Нефтебазы. | Все фото    |